# Сакерпо
Сакерпо (груз. საკერპო) — село в Грузії.
За даними перепису населення 2014 року в селі проживає 2 осіб.